# August Forstner

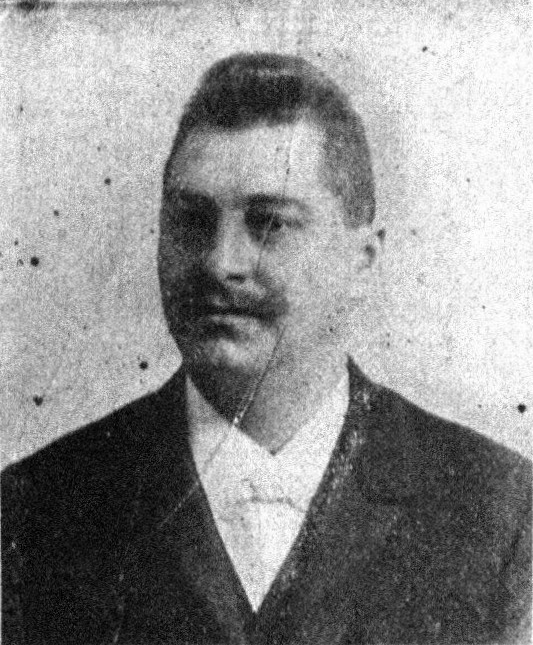
August Forstner

August Forstner (* 29. Juli 1876 in Wien; † 14. Februar 1941 in Wolfpassing, Niederösterreich) war ein österreichischer Politiker.

## Leben
Forstners Vater war der Besitzer eines Fiakerunternehmens, in welchem der junge August bereits in jungen Jahren mitarbeiten musste. Um seine Familie finanziell zu unterstützen, brach er bereits mit 16 Jahren die Bürgerschule ab, und begann ebenfalls als Fiaker zu arbeiten. Schon früh umgab er sich mit sozialdemokratischen Gruppierungen und war so im Arbeiterbildungsverein im Wiener Gemeindebezirk Mariahilf aktiv.
Der Versuch, eine bereits bestehende Gewerkschaft zu übernehmen, und unter seiner Führung zu reaktivieren, scheiterte, so dass er im Jahr 1898 den Verein der Kutscher und Hilfsarbeiter gründete, der sich zum Verband der Handels-, Transport- und Verkehrsarbeiter entwickelte. Forstner blieb dessen Obmann bis zum Jahr 1934. Obwohl noch eine junge Arbeiterbewegung, so konnte sie doch im August 1904 für die Wiener Schwerfuhrwerkskutscher bessere Arbeitsbedingungen erkämpfen, darunter eine 14-tägige Kündigungsfrist sowie eine Lohnerhöhung. Da selbstständige Fiakerunternehmen sich in ihrer Existenz bedroht sahen, kam es zum Zerwürfnis Forstners mit seinem Vater, der seinen Sohn in weiterer Folge enterbte. 1899 wurde die Zeitschrift Die Peitsche ins Leben gerufen, als deren Herausgeber August Forstner fungierte. 1904 wurde sie in Zeitrad umbenannt.
Forstner fand neben seiner gewerkschaftlichen Tätigkeit 1902 Anstellung bei der Allgemeinen Arbeiterkranken- und Unterstützungskasse. 1905 wurde er in weiterer Folge zum Sekretär der Gehilfenkrankenkasse der Genossenschaft der Groß- und Kleinfuhrwerksbesitzer ernannt.
1907 wurde Forstner als Abgeordneter der Sozialdemokratischen Partei Österreichs (SPÖ) in den Reichsrat gewählt, dem er bis 1918 angehörte. Von vielen seiner Kollegen erhielt er den liebevollen Spitznamen der Kutscher im Parlament. Im selben Jahr folgte sein Wechsel in den Nationalrat, in dem er wiederum bis 1934 ein Mandat ausübte. Forstner machte sich während seiner Zeit im Nationalrat vor allem für das Einführen einer bundesweiten Krankenversicherung stark, was als sein nachhaltigstes politisches Erbe angesehen werden darf.
Parallel zu seiner Tätigkeit auf Bundesebene saß Forstner von 1918 bis 1919 als Abgeordneter im Niederösterreichischen Landtag, und in weiterer Folge von 1918 bis 1923 im Wiener Gemeinderat.
August Forstner starb 1941, im Alter von 64 Jahren. Sein ehrenhalber gewidmetes Grab  befindet sich am Hietzinger Friedhof (Gruppe 17, Reihe 3, Nummer 142).
1949 wurde, um ihn zu ehren, eine vom Architekten Gottlieb Michal entworfene Wohnhausanlage im 15. Wiener Gemeindebezirk Rudolfsheim-Fünfhaus, Forstnerhof genannt.